# روان تپه وینسار
روان تپه وینسار مربوط به دوران‌های تاریخی پس از اسلام است و در شهرستان قروه، روستای و ینسار واقع شده و این اثر در تاریخ ۲۵ اسفند ۱۳۷۹ با شمارهٔ ثبت ۳۵۷۳ به‌عنوان یکی از آثار ملی ایران به ثبت رسیده است.